# Stickstoffbestimmung nach Will-Varrentrapp

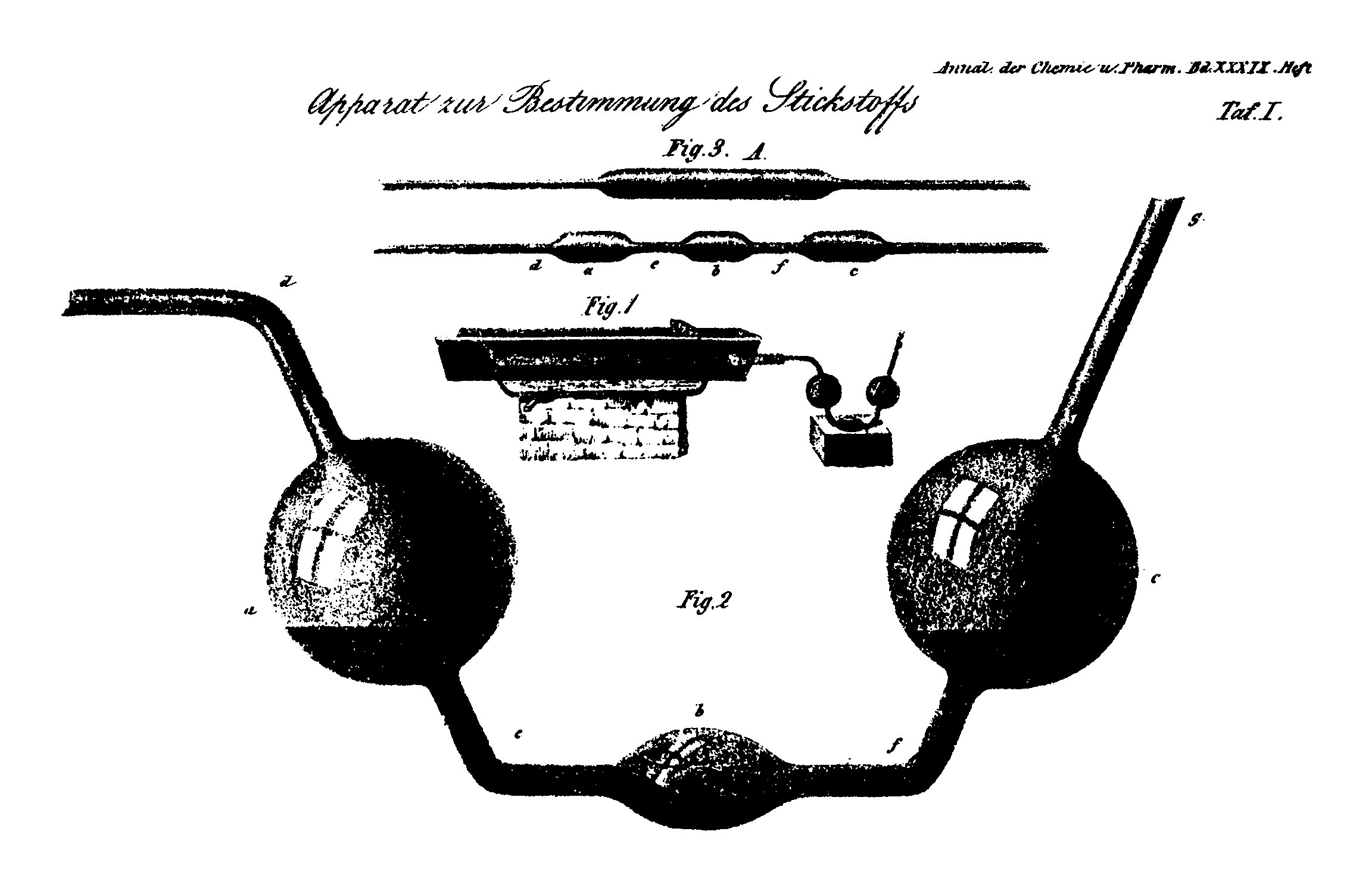
Abbildung des benutzten Apparats aus der Publikation von Varrentrapp und Will

Die Stickstoffbestimmung nach Will-Varrentrapp ist ein nicht mehr gebräuchliches Verfahren in der analytischen Chemie zur Bestimmung des Stickstoffgehalts von organischen Proben. Sie wurde in der ersten Hälfte des 19. Jahrhunderts von den beiden deutschen Chemikern Heinrich Will und Franz Varrentrapp entwickelt und basierte auf einer Methode, die auf den französischen Chemiker Anselme Payen zurückging.
Grundlage des Verfahrens ist das Erhitzen der Probe mit Kalium- oder Natriumhydroxid und Calciumoxid sowie die Messung der Menge des dabei entstehenden Ammoniaks durch Titrations- oder Fällungsreaktionen. Von ihrer Veröffentlichung 1841 bis zur Vorstellung der Kjeldahlschen Stickstoffbestimmung im Jahr 1883 war die Methode von Will und Varrentrapp in nahezu allen Bereichen der chemischen Analytik das dominierende Verfahren zur quantitativen Stickstoffanalyse.

## Durchführung
Die Stickstoffbestimmung nach Will-Varrentrapp beruht auf dem Erhitzen der zu untersuchenden Probe mit einer Mischung aus Kalium- oder Natriumhydroxid und Calciumoxid in einem Verbrennungsrohr. Als ausreichend gilt eine Probenmenge von rund 200 Milligramm bei stickstoffreichen und von rund 400 Milligramm bei stickstoffarmen Verbindungen. Zur Analyse von flüssigen Proben werden diese in einem offenen kugelförmigen Gefäß geeigneter Größe in das gefüllte Verbrennungsrohr gegeben. Der Stickstoff aus der Probe wird durch das Erhitzen in Rotglut zu gasförmigem Ammoniak umgewandelt, der in Salzsäure aufgefangen wird. Darüber hinaus können je nach chemischer Zusammensetzung der Probe Kohlendioxid, Wasserstoff und verschiedene gasförmige und flüssige Kohlenwasserstoffe freigesetzt werden.
Die Menge des Ammoniaks ist proportional zum Gehalt an Stickstoff in der Probe und lässt sich somit nach einer quantitativen Bestimmung des in der Salzsäure gebildeten Ammoniumchlorids durch verschiedene Titrations- oder Fällungsreaktionen berechnen. Franz Varrentrapp und Heinrich Will beschrieben diesbezüglich die Ausfällung von Ammoniumplatinchlorid mit einer im Überschuss zugesetzten Platin(IV)-chloridlösung und anschließender Einwaage des gewaschenen und getrockneten Ammoniumplatinchlorids oder des nach dem Ausglühen von Ammoniumplatinchlorid zurückbleibenden metallischen Platins.

## Vor- und Nachteile
Die Will-Varrentrapp’sche Methode, eine Weiterentwicklung eines Verfahrens von Anselme Payen, galt hinsichtlich des apparativen Aufwandes und der notwendigen Chemikalien als einfach durchführbar sowie als vergleichbar mit den zur damaligen Zeit üblichen analytischen Verfahren für Kohlenstoff und andere chemische Elemente. Insbesondere hinsichtlich ihrer Genauigkeit und ihrer geringeren Anfälligkeit gegenüber Störeinflüssen war sie den zuvor verwendeten Verfahren für die Stickstoffbestimmung wie der Verbrennungsmethode nach Jean-Baptiste Dumas überlegen. Für Proteine und Amine liefert sie im Allgemeinen verlässliche Ergebnisse. Bei Nitroverbindungen erfolgt die Umsetzung des Stickstoffs aus der Probe zu Ammoniak hingegen nur teilweise. Auch aus vielen sauerstofffreien organischen Basen wie Anilin ist die Freisetzung des Stickstoffs unvollständig. Als weiterer wesentlicher Nachteil der Methode galt der Zeitbedarf für ihre Durchführung.

## Historische Bedeutung
Aufgrund ihrer Vorteile fand die von Franz Varrentrapp und Heinrich Will entwickelte Methode zur Stickstoffbestimmung in den Jahrzehnten nach ihrer Vorstellung weite Verbreitung in nahezu allen Anwendungsbereichen der analytischen Chemie. Justus von Liebig, der akademische Lehrer von Will und Varrentrapp, bezeichnete sie bereits 1841 bei ihrer Veröffentlichung als „eine der wichtigsten Verbesserungen in der organischen Analyse“. Mit der Verbreitung der Kjeldahlschen Stickstoffbestimmung, die der dänische Chemiker Johan Kjeldahl im Jahr 1883 vorstellte, kam das Verfahren nach Will-Varrentrapp jedoch zunehmend außer Gebrauch, da die von Kjeldahl entwickelte Methode insbesondere weniger zeitaufwändig war und damit einen höheren Probendurchsatz ermöglichte. Kjeldahl selbst nutzte die Stickstoffbestimmung nach Will-Varrentrapp zur Validierung seiner neu entwickelten Methode anhand von verschiedenen Proben tierischen und pflanzlichen Ursprungs.